# Preseau Communal Cemetery Extension
Preseau Communal Cemetery Extension is een Britse militaire begraafplaats met gesneuvelden uit de Eerste Wereldoorlog, gelegen in de Franse gemeente Préseau in het Noorderdepartement. De begraafplaats ligt in het zuiden van het dorpscentrum nabij de Église Sainte-Aldegonde en vormt een militaire uitbreiding op de gemeentelijke begraafplaats van Préseau. Er worden 107 geïdentificeerde gesneuvelde Britten herdacht en enkele niet-geïdentificeerden, voor wie een herdenkingsteken is opgericht. De begraafplaats wordt onderhouden door de Commonwealth War Graves Commission. De extensie is 514 m² groot en werd in november 1918 aangelegd door de 4th Division, na de inname van Préseau.